# Pseudocrossidium hornschuchianum
Pseudocrossidium hornschuchianum (Schultz) R. H. Zander egy lombosmoha faj a Pottiaceae családból. Szinonim neve: Barbula hornschuchiana Schultz.

## Megjelenése
Pseudocrossidium hornschuchianum laza 1,5 cm mély, világos-, sárgászöld gyepet alkot. A növénykék gyengén elágaznak. Levelei szárazon erősen, spirálisan csavarodottak, de nedvesen szétállnak. Nagyon hasonlít a Pseudocrossidium revolutumra, de annál gyepje kissé lazább. Levele lándzsás, élesen hegyes. Széle begönygyölt, de csak a hegynél éri el az eret a begöngyölődés. A levélcsúcs hegye erőteljes, többsejtű. A levélsejtek lekerekített négyszögletesek, a hegynél hosszabbak, tőnél tégla alakúak. Tokot ritkán fejleszt Magyarországon. 

## Élőhelye
Ez a faj melegkedvelő, szereti a napsütötte, világos helyeket. Mészkősziklás, kőtörmelékes helyeken él főleg, de agyagos, homokos helyeken is előfordul (kőbányákban, utak, ösvények mellett). Gyakori kísérőfajai: Barbula convoluta, Barbula unguiculata, Phascum cuspidatum, Pottia bryoides és egyes Bryum fajok. 

## Elterjedés
Leginkább a középhegységekben fordul elő, de síkságokon is megél. A meszes talajokon fordul elő a leggyakrabban. 
Magyarországon elterjedt, de nem túl gyakori, leginkább a középhegységekben fordul elő, de néhány helyen az Alföldön is. Közép-, Dél és Nyugat- Európában gyakori fajnak számít. De megtalálható Északkelet-, Délnyugat-Ázsiában, Észak-Amerikában, Észak-, Dél-Afrikában és Ausztráliában.

## Internetes hivatkozások
- Swiss Bryophytes - Pseudocrossidium hornschuchianum (Svájci oldal)

- BBS Field Guide - Pseudocrossidium hornschuchianum (Angol oldal)

- Bildatlas Moose - Pseudocrossidium hornschuchianum (Német oldal)

## Fordítás
Ez a szócikk részben vagy egészben  a   Pseudocrossidium hornschuchianum című német Wikipédia-szócikk ezen változatának fordításán alapul.  Az eredeti cikk szerkesztőit annak laptörténete sorolja fel. Ez a jelzés csupán a megfogalmazás eredetét és a szerzői jogokat jelzi, nem szolgál a cikkben szereplő információk forrásmegjelöléseként.